# Януш Степновски
Я̀нуш Богу̀слав Степно̀вски (на полски: Janusz Bogusław Stepnowski) е полски римокатолически духовник, доктор по канонично право, епископ на Ломженската епархия от 2011 година.

## Биография
Януш Степновски е роден на 11 юли 1958 година в Остроленка, в семейството на Стефания (с родово име Мархевка) и Алфред Степновски. В периода 1979 – 1985 година учи във Висшата духовна семинария в Ломжа. Ръкоположен е за свещеник на 1 юни 1985 година от Юлиуш Пац, ломженски епископ. Впоследствие специализира канонично право в Наварския университет, Испания. Там защитава и докторска дисертация. От 1989 годиина работи във Ватикана. На 11 ноември 2011 година е номиниран от папа Бенедикт XVI за ломженски епископ. Приема епископско посвещение (хиротония) на 18 декември от кардинал Марк Уеле, Станислав Стефанек, почетен епископ на Ломженската епархия и арх. Челестино Мильоре, след което поема канонично епархията и влиза в Ломженската катедрала като епископ.